# Hans Hellmut Kirst

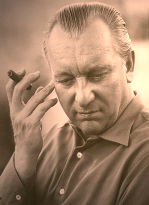
Hans Hellmut Kirst

Hans Hellmut Kirst (* 5. Dezember 1914 in Osterode, Ostpreußen; † 23. Februar 1989 in Bremen) war ein deutscher Schriftsteller und Bestsellerautor.

## Leben
Hans Hellmut Kirst stammt aus einer bäuerlichen Familie, die im 18. Jahrhundert aus dem Salzburgischen nach Ostpreußen auswanderte. Er wurde als Sohn eines Polizeibeamten geboren. Infolge der dienstlichen Versetzungen seines Vaters verbrachte er seine Jugendzeit an unterschiedlichen Orten in Ostpreußen. Nach dem Besuch des Kaiser-Wilhelm-Gymnasiums in Osterode trat er 1931 in die Höhere Handelsschule über. 1932 arbeitete er im Rechnungsbüro des Ritterguts Mühlen. Kirst trat als Schüler zum 1. Oktober 1932 der NSDAP bei (Mitgliedsnummer 1.346.209), verließ die Partei spätestens März 1933 aber wegen seiner Schwierigkeiten die Beiträge zu bezahlen.
Auf Wunsch seines Vaters wurde er 1933 Berufssoldat in der Reichswehr. Nach Gründung der Luftwaffe der Wehrmacht war er bei der Flakartillerie in Königsberg stationiert und stieg in den Vorkriegsjahren vom Unteroffizier zum Wachtmeister und Hauptwachtmeister auf.
Während des Zweiten Weltkrieges wurde Kirst zunächst zum Leutnant und dann zum Oberleutnant befördert. Ab August 1944 war er zuerst an der Luftkriegsschule VI in Kitzingen und ab Mitte April 1945 an der Flak-Artillerie-Schule IV im oberbayerischen Altenstadt Nationalsozialistischer Führungsoffizier (NSFO) und Lehrer für Kriegsgeschichte. Der spätere bayerische Ministerpräsident Franz Josef Strauß war ebenfalls im Rang eines Oberleutnants in Altenstadt stationiert. Strauß bezichtigte Kirst 1945 bei der US-amerikanischen Besatzungsmacht, ein Anhänger des Nationalsozialismus gewesen zu sein. Kirst verbrachte neun Monate in einem US-Internierungslager in Garmisch. Dort entstanden auch seine ersten literarischen Aufzeichnungen. Obwohl Kirst als politisch „unbelastet“ entlassen wurde, verhängte Strauß als Landrat und Vorsitzender der Spruchkammer ein zweijähriges Schreibverbot gegen ihn. In dieser Zeit begannen die jahrelang erbittert geführten Auseinandersetzungen zwischen den beiden.
1947 zog Kirst nach München und war nach anfänglichen Gelegenheitsarbeiten (Gärtner, Straßenarbeiter bzw. Chauseearbeiter, Dramaturg, Gemeindeschreiber) dort bis 1972 Filmkritiker der Tageszeitung Münchner Mittag (heute: Münchner Merkur). 1950 publizierte der freie Schriftsteller seinen ersten Roman, Wir nannten ihn Galgenstrick. 1954 landete er mit seiner Romantrilogie 08/15, den Erlebnissen des Gefreiten/Wachtmeisters/Leutnants Asch, einen internationalen Bucherfolg, der mit Joachim Fuchsberger in der Hauptrolle ebenfalls erfolgreich verfilmt wurde.
Kirst verfasste etwa 60 Romane und wurde ein deutscher Bestsellerautor. Er schrieb Kriminalromane und setzte sich zugleich mit der Aufarbeitung des Nationalsozialismus auseinander, von seinen Kritikern wurde er allerdings der Trivialliteratur zugeordnet. In den 1950er Jahren trat er energisch gegen eine deutsche Wiederbewaffnung ein, was zu heftigen Attacken des neuen Bundesverteidigungsministers Franz Josef Strauß führte. 1960 und 1962 hatte er mit den Romanen Fabrik der Offiziere und Die Nacht der Generale zwei weitere Welterfolge, die ebenfalls verfilmt wurden.
Seine Tantiemen setzte er unter anderem für wohltätige Zwecke ein (soziale Organisationen in Israel, Kriegswaisen in Polen, Studenten in Norwegen). Kirst war katholisch und heiratete 1961 die Schauspielerin Ruth Müller (15. Juli 1932 – 1. März 2012) und lebte mit ihr und der gemeinsamen Tochter Beatrice vor allem in Feldafing am Starnberger See. 1967 stiftete er zum 100. Geburtstag des damals noch nicht wegen seines Antisemitismus kritisierten bayerischen Schriftstellers und Satirikers Ludwig Thoma die Ludwig-Thoma-Medaille in Gold für gesellschaftliche Verdienste sowie Verdienste um das Werk Thomas. Seit 1969 arbeitete er als Filmkritiker auch beim ZDF in Mainz für die Sendung Ratschlag für Kinogänger. Von 1972 bis 1975 war Kirst Kolumnist der Münchner Abendzeitung.
Im Jahr 1987 übersiedelte der von einer Krankheit schwer Gezeichnete mit seiner Familie von Bayern nach Werdum in Ostfriesland. Am 23. Februar 1989 erlag Kirst in Bremen seinem Krebsleiden. Er wurde in Werdum beigesetzt.

## Auszeichnungen und Ehrungen
- 1964: Goldene Palme von Bordighera, für 08/15 heute
- 1966: Erstes deutsches Mitglied in der US-amerikanischen Authors Guild
- 1966: Edgar Allan Poe Award (USA)
- 1968: Knight of Mark Twain (USA)
- Mitgliedschaft im PEN-Zentrum Liechtenstein
- Mitgliedschaft bei The Author Guild (USA)

## Werke

### Romane
- Wir nannten ihn Galgenstrick, 1950
- Sagten Sie Gerechtigkeit, Captain?, 1952 (Neufassung 1966, Letzte Station Camp 7)
- Aufruhr in einer kleinen Stadt, 1953
- 1. Band: 08/15 in der Kaserne, 1954
- 2. Band: 08/15 im Krieg, 1954
- 3. Band: 08/15 bis zum Ende, 1955
- Die letzte Karte spielt der Tod, 1955
- Gott schläft in Masuren, 1956
- Mit diesen meinen Händen, 1957
- Keiner kommt davon, 1958 (Online-Kopie der englischen Ausgabe auf archive.org: The Seventh Day)
- Kultura 5 und der Rote Morgen, 1958
- Glück läßt sich nicht kaufen, 1959
- Fabrik der Offiziere, 1960
- Kameraden, 1961
- Die Nacht der Generale, 1962
- Traumfabrik, 1964
- Bilanz der Traumfabrik, 1965
- 08/15 heute, 1963
- Aufstand der Soldaten. Roman des 20. Juli 1944, 1964
- Letzte Station Camp 7, 1966 (Erster Ausgabetitel 1952, Sagten Sie Gerechtigkeit, Captain?)
- Die Wölfe, 1967
- Deutschland, Deine Ostpreußen, 1968
- Kein Vaterland, 1968
- Soldaten, Offiziere, Generale, 1969
- Faustrecht, 1969
- Heinz Rühmann, (Biographie), 1969
- Held im Turm, 1970
- Das Udo Jürgens Songbuch (Textbeiträge), 1970
- Kriminalistik, BLV-juniorwissen Band 5, 1971
- Verdammt zum Erfolg, 1971
- Gespräche mit meinem Hund Anton, 1972
- Verurteilt zur Wahrheit, 1972
- Verfolgt vom Schicksal, 1973
- Alles hat seinen Preis, 1974
- Und Petrulla lacht, 1974
- Die Nächte der langen Messer, 1975
- Generals-Affären, 1977
- Die Katzen von Caslano, 1977
- Endstation Stacheldraht, 1978
- 08/15 in der Partei, 1978
- Der Nachkriegssieger, 1978
- Der unheimliche Freund, 1979
- Hund mit Mann-Bericht über einen Freund, 1979
- Eine Falle aus Papier, 1981
- Bedenkliche Begegnung, 1982
- Geld – Geld – Geld, 1982
- Ausverkauf der Helden, 1983
- Die gefährliche Wahrheit, 1984
- Die seltsamen Menschen von Maulen, 1984
- Blitzmädel, 1984
- Ende 45, 1985
- Das Schaf im Wolfspelz. Ein deutsches Leben, 1985
- Ein manipulierter Mord, 1987
- Geschieden durch den Tod, 1987
- Erzählungen aus Ostpreußen, 1987
- Die merkwürdige Hochzeit in Bärenwalde, 1988
- Stunde der Totengräber, 1988
- Der unheimliche Mann Gottes, 1988
- Menetekel ’39, 1989
- Vergebliche Warnung, Der Polenfeldzug, 1989
- Die Ermordung des Rittmeisters, 1992
- Erinnerungen an eine unvergessene Heimat

### Bühnenstücke
- Auch dem Gesindel spielen Flöten, Komödie, 1947
- Galgenstrick, Schauspiel, 1948
- Aufstand der Offiziere , Bearbeitung und Regie: Erwin Piscator, 1966

### Autobiografisches
- Das Schaf im Wolfspelz. Ein deutsches Leben. Biographische Versuchungen 1945 bis 1957, 1985

### Verfilmungen
- 1954: 08/15, unter der Regie von Paul May mit Joachim Fuchsberger, Paul Bösiger, Emmerich Schrenk, Hans Christian Blech, Helen Vita, Mario Adorf
- 1955: 08/15 – Im Krieg, unter der Regie von Paul May mit Joachim Fuchsberger, O. E. Hasse, Ellen Schwiers
- 1955: 08/15 – In der Heimat, unter der Regie von Paul May mit Joachim Fuchsberger, Gustav Knuth
- 1958: Blitzmädels an die Front, unter der Regie von Werner Klingler, Drehbuch: Hans Hellmut Kirst, mit Eva-Ingeborg Scholz, Bert Fortell, Klausjürgen Wussow, Horst Frank, Antje Geerk
- 1960: Fabrik der Offiziere, unter der Regie von Frank Wisbar, mit Carl Lange, Helmut Griem, Karl John, Erik Schumann
- 1966: Die Nacht der Generale (GB/F, The night of the generals),  unter der Regie von Anatole Litvak, mit Peter O’Toole, Omar Sharif, Donald Pleasence
- 1989: Fabrik der Offiziere (1989) (BRD/ČSSR), unter der Regie von Wolf Vollmar, mit Manfred Zapatka, Karl-Walter Diess, Thomas Holtzmann, Sigmar Solbach